# Gračanica Šišinečka
Gračanica Šišinečka is een plaats in de gemeente Glina in de Kroatische provincie Sisak-Moslavina. De plaats telt 55 inwoners (2001).